# Municipio de Bradford (condado de Isanti)
El municipio de Bradford (en inglés: Bradford Township) es un municipio ubicado en el condado de Isanti en el estado estadounidense de Minnesota. En el año 2010 tenía una población de 3380 habitantes y una densidad poblacional de 36,39 personas por km².

## Geografía
El municipio de Bradford se encuentra ubicado en las coordenadas 45°30′47″N 93°19′50″O / 45.51306, -93.33056. Según la Oficina del Censo de los Estados Unidos, el municipio tiene una superficie total de 92.87 km², de la cual 88.4 km² corresponden a tierra firme y (4.81%) 4.47 km² es agua.

## Demografía
Según el censo de 2010, había 3380 personas residiendo en el municipio de Bradford. La densidad de población era de 36,39 hab./km². De los 3380 habitantes, el municipio de Bradford estaba compuesto por el 96.69% blancos, el 0.65% eran afroamericanos, el 0.15% eran amerindios, el 0.95% eran asiáticos, el 0.15% eran isleños del Pacífico, el 0.24% eran de otras razas y el 1.18% pertenecían a dos o más razas. Del total de la población el 1.8% eran hispanos o latinos de cualquier raza.